# Роксобел (Северна Каролина)
Роксобел (енгл. Roxobel) град је у америчкој савезној држави Северна Каролина.

## Демографија
По попису из 2010. године број становника је 240, што је 23 (-8,7%) становника мање него 2000. године.
| Група             | 2000.       | 2010.       |
| Белци             | 135 (51,3%) | 130 (54,2%) |
| Афроамериканци    | 122 (46,4%) | 110 (45,8%) |
| Азијати           | 0 (0,0%)    | 0 (0,0%)    |
| Хиспаноамериканци | 3 (1,1%)    | 1 (0,4%)    |
| Укупно            | 263         | 240         |